# Jan de Bont
Jan de Bont (Eindhoven, 22. listopada 1943.) je nizozemski filmski snimatelj, producent i redatelj.
Kinematografijom se bavi od sredine šezdesetih godina prošlog stoljeća, a od ranih osamdesetih neprekidno sudjeluje u hollywoodskim produkcijama. Kao snimatelj je radio na ukupno 49 nizozemskih i američkih filmova od kojih su najpoznatiji Umri muški, Sirove strasti i Smrtonosno oružje 3.
Kao redatelj je debitirao u Brzini 1994., a dvije godine kasnije režirao je Twistera, dok 1997. režira Brzinu 2, u kojoj je ostvario debi kao producent, te se jedini put u karijeri okušao i kao scenarist.

## Vanjske poveznice
- Jan de Bont u internetskoj bazi filmova IMDb-u (engl.)